# Penthophlebia nigriceps
Penthophlebia nigriceps är en fjärilsart som beskrevs av Paul Dognin 1910. Penthophlebia nigriceps ingår i släktet Penthophlebia och familjen mätare. Inga underarter finns listade i Catalogue of Life.